# John Wesley Powell
John Wesley Powell (født 24. marts 1834, død 23. september 1902) var amerikansk etnolog, geolog, udforsker og regeringsadministrator, kendt for hans arbejde som den første som klassificerede de oprindelige indbyggeres (indianernes) sprog og for hans geografiske og geologiske forskning af Rocky Mountains.
Powell blev født den 24. marts 1834 på Mount Morris, i staten New York, USA. Da hans familie flyttede til Illinois, foretog han ensomme rejser på Ohiofloden og Mississippi-floden og blev meget interesseret i naturen. Efter studier på Oberlin og Wheaton kollegierne og tjenesten i Union Armeen i den amerikanske borgerkrig, blev han geologi professor på Illinois Wesleyan Kollegiet i 1865 og blev senere lektor på Illinois Normal University. I 1867 og 1868 ledede han en geologisk ekspedition ind i Colorado og Utah. Den følgende år, med regeringens opbakning, undersøgte og foretog han en geologisk undersøgelse af Green Rivers og Colorado Rivers (flodernes) canyoner. Mellem 1870 og 1879 fortsatte han undersøgelsen af Rocky Mountain regionen. Under hans rejser studerede han de oprindelige indbyggere (indianere) og i 1879 blev han udnævnt til den første direktør af US Bureau of Ethnology. I 1891 udgav han den første komplette kort af 58 sproggrupper af de oprindelige amerikanere (indianere) i USA og Canada. Han døde i Haven, i delstaten Maine, den 23. september 1902.
John Wesley Powell har giver navn til den opdæmmede sø, Lake Powell, der er et meget besøgt fritidsområde i Utah og Arizona.